# Histiocitose
Em imunologia veterinária, histiocitose ou histiocitomas são os nomes dados a uma doença na qual os macrófagos ou as células dendríticas (dos animais domésticos) sofrem proliferação excessiva. 
Como exemplo podemos citar o histiocitoma cutâneo canino, que é uma neoplasia epidérmica benigna originada nas células de Langerhans. A histiocitose de Langerhans é uma lesão reativa cuja causa é desconhecida, mas especula-se que possa ocorrer devido a um agente infeccioso. Essa doença não tem uma condição pré-maligna e pode se manifestar de duas formas, a cutânea e a sistêmica. As duas formas geram lesões cutâneas ou subcutâneas, porém a forma sistêmica pode também afetar outros tecidos.
- Histiocitose Cutânea:

Doença que acomente cães entre três a nove anos de idade e não manifesta predisposição racial. Apresenta como sintomatologia nódulos indolores, solitários ou múltiplos, na pele ou no subcutâneo. Esses nódulos podem apresentar-sem no pescoço, membros, cabeça, períneo e no escroto. 
- Histiocitose Sistêmica:

Raças de grande porte tem maior possibilidade de desenvolver essa doença, e a faixa etária varia de 4 a 7 anos. Como sintomatologia os animais acometidos apresentam lesões na pele, olhos, membranas mucosas, cavidades nasais, baço, pulmão, fígado, medula óssea e espinal.

Histiocitose é uma doença progressiva que pode ser terminal se acometer órgãos internos. 